# Зверосовхоз (Мурманская область)
Зверосовхоз — посёлок в Кольском районе Мурманской области. Входит в городское поселение Кильдинстрой. Расположен в 8 км от Мурманска.
Основан в 1930 году.
Рядом с посёлком дислоцирован 420-й отдельный морской разведывательный пункт специального назначения (в/ч 40145) — одно из подразделений спецназа ВМФ СССР и России.

## Население
| 2002 | 2010  | 2021  |
| ---- | ----- | ----- |
| 1527 | ↗1598 | ↘1308 |

Численность населения, проживающего на территории населённого пункта, по данным Всероссийской переписи населения 2010 года составляет 1598 человек, из них 775 мужчин (48,5 %) и 823 женщины (51,5 %).